# Fernando Vidal Raposo
Fernando Vidal Raposo (La Coruña, España; 20 de agosto de 1962) es un empresario español, fundador de Maritime Global Services SL, y expresidente del Real Club Deportivo de La Coruña.

## Trayectoria
Tras cursar Ciencias de la Actividad Física y del Deporte (INEF), tarea que compaginó desde joven con su trabajo en el Puerto de La Coruña, Fernando Vidal fundó en el año 2001 Maritime Global Services SL, sociedad cuya principal actividad es la explotación de servicios técnico-náuticos. En la actualidad sigue siendo el principal accionista y presidente de la compañía. Su trabajo al frente de Maritime Global Service lo compagina con labores profesionales en Ibaizabal Management Services, cuya principal misión es impulsar el negocio de la compañía en América Latina y, en especial, el Caribe. En el año 2006 asumió la vicepresidencia de la Asociación Internacional de Amarradores (IBLA), con sede en Italia.
Su vinculación al mundo del deporte le viene desde la juventud. Además de cursar INEF, fue lanzador de peso en el Real Club Deportivo de La Coruña. En esta época logró diferentes récords tanto autonómicos como nacionales. También jugó al balonmano en el OAR Ciudad 1952. Curiosamente, acabó presidiendo ambos clubes. El de balonmano entre 1999 y el 2007, firmando algunas de las mejores temporadas en la historia del club.
Como dirigente, llegó al Deportivo en enero del 2014, como consejero encargado del área deportiva. Suya fue la responsabilidad de reestructurar el fútbol base. Tras abandonar la centenaria entidad por discrepancias con la política del consejo, regresó en enero del 2020, esta vez como presidente, tras lograr el respaldo del accionariado del Deportivo con más de 46.000 votos a favor.
Su retorno al Deportivo se produjo en un momento muy delicado para la entidad. Con el primer equipo casi fuera del fútbol profesional que podría conducir a la entidad a su desaparición. Para evitarlo llegó de la mano con Abanca. Consiguió que el banco hiciera un préstamo de 5 millones de euros para poder fichar en el mercado de invierno e intentar mantener al equipo. Además, también logró el compromiso por parte de la entidad financiera para que capitalizara 35 millones de euros de la deuda que el club tenía y así asegurar la supervivencia del Deportivo independientemente de la categoría en la que estuviera la siguiente temporada. En esa junta de accionistas en la que se aprobó la conversión de Abanca en máximo accionista, el consejo de administración presidido por Fernando Vidal contó con el mayor respaldo de la historia del Deportivo al recibir el respaldo de más de 70.000 acciones.
El equipo descendió, la temporada siguiente no fue como esperaba y solo 13 meses después de acceder al cargo fue cesado por el máximo accionista (Abanca) junto al resto del consejo de administración que presidía.
| Predecesor: Juan Antonio Armenteros Cuetos | 2020-2021 Fernando Vidal Raposo | Sucesor: Antonio Couceiro Méndez |